# 薩包達美術館
薩包達美術館 （義大利語：Galleria Sabauda）是一個位於義大利杜林的藝術博物館，主要收藏薩伏依家族數百年來的藝術收藏。
美術館於1832年成立，由羅貝爾托（Roberto）和馬西莫·阿澤廖兄弟在薩丁尼亞國王卡洛·阿爾貝托的支持下創立，美術館的館藏主要來自歐根親王、杜林王宮、薩伏依-卡里尼亞諾家族及熱那亞王宮的收藏匯集而成 
。之後也陸續收購了許多名家的畫作，美術館於2014年擴充了展覽空間。

## 收藏
薩伏依家族原有收藏15至16世紀的眾多繪畫，但大部分的收藏都在一系列的爭戰中丟失或損毀了，16世紀下半葉在薩伏依公爵埃馬努埃萊·菲利貝托統治下開始了新一波收藏，並在其繼任者卡洛·埃曼紐埃萊·迪·薩伏依治下更進一步擴充，18世紀時來自薩伏依家族支系的歐根親王收藏了大量的畫作，在他死後時任薩丁尼亞國王卡洛·埃曼紐埃萊三世·迪·薩伏依非常明智地將其藏品收購，並將這些藝術品由維也納遷至杜林王宮。在美術館成立後也陸續的收購各種流派的畫作，1930年企業家瑞卡爾多·瓜里諾捐贈了一匹中世紀至文藝復興時期的繪畫及雕塑作品，補足了美術館對這一時期的收藏空缺。
現在美術館匯集了貝爾納多·達迪、揚·范·艾克、弗拉·安傑利科、羅希爾·范德魏登、安東尼奧·德爾·波拉約洛、漢斯·梅姆林、菲利波·利皮、美洛佐·達·弗利、安德烈亞·曼特尼亞、高登齊奧·費拉里、傑羅拉莫·喬文諾內、保羅·委羅內塞、雅各布·巴萨诺、丁托列托、布龍齊諾、老揚·勃魯蓋爾、多梅尼基諾、奧拉齊奧·真蒂萊斯基、弗朗西斯科·阿爾巴尼、安東尼·范戴克、彼得·保羅·魯本斯、圭多·雷尼、林布蘭等人的傑作。

## 主要館藏列表

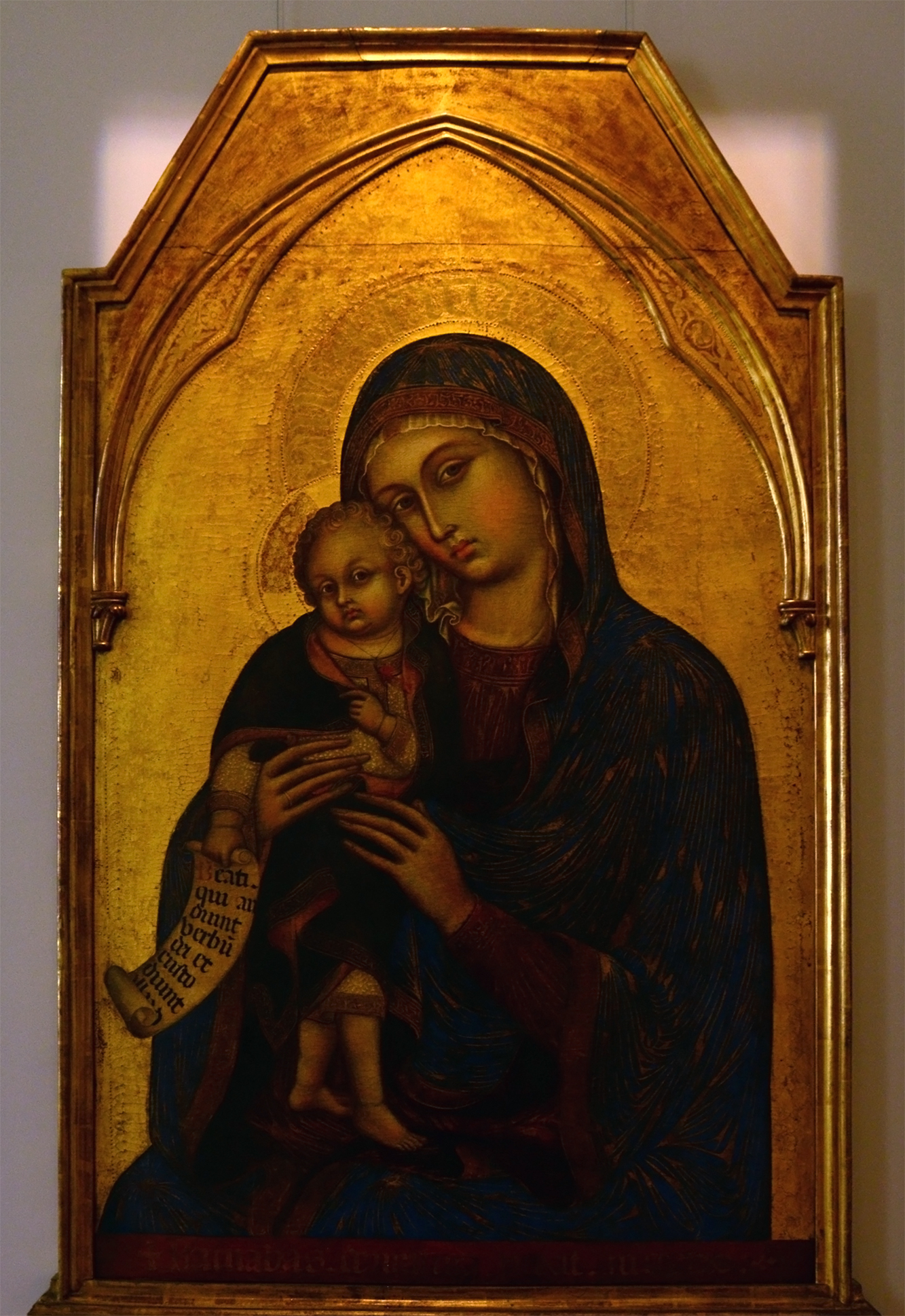
巴爾納巴·達·摩德納（英语：Barnaba da Modena）的《聖母子》（Madonna col Bambino），114 × 70cm，約繪於1370年，1875年始藏
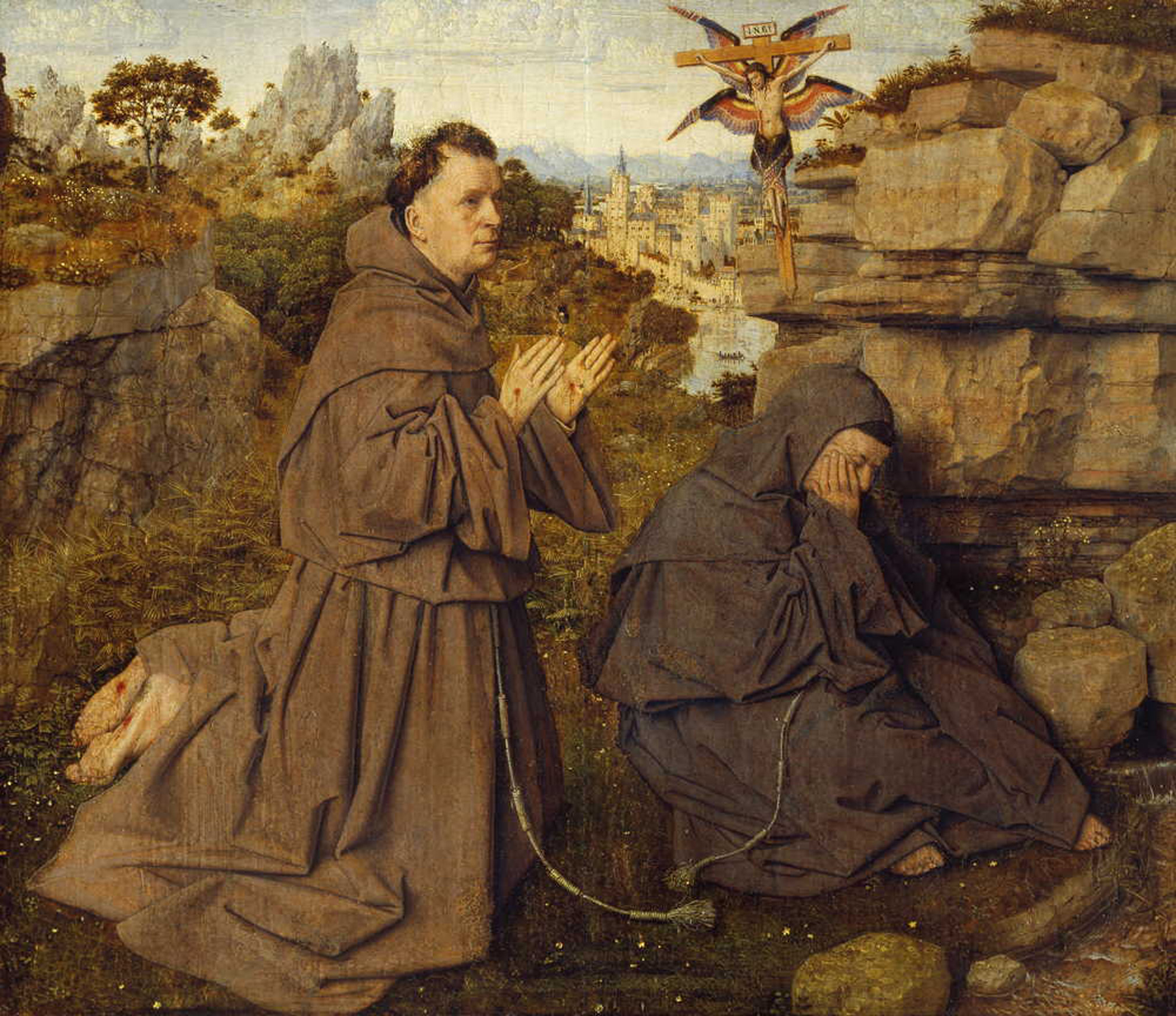
揚·范·艾克的《接受聖痕的聖弗朗西斯》，29.5 × 33.5cm，約繪於1432年，1866年始藏
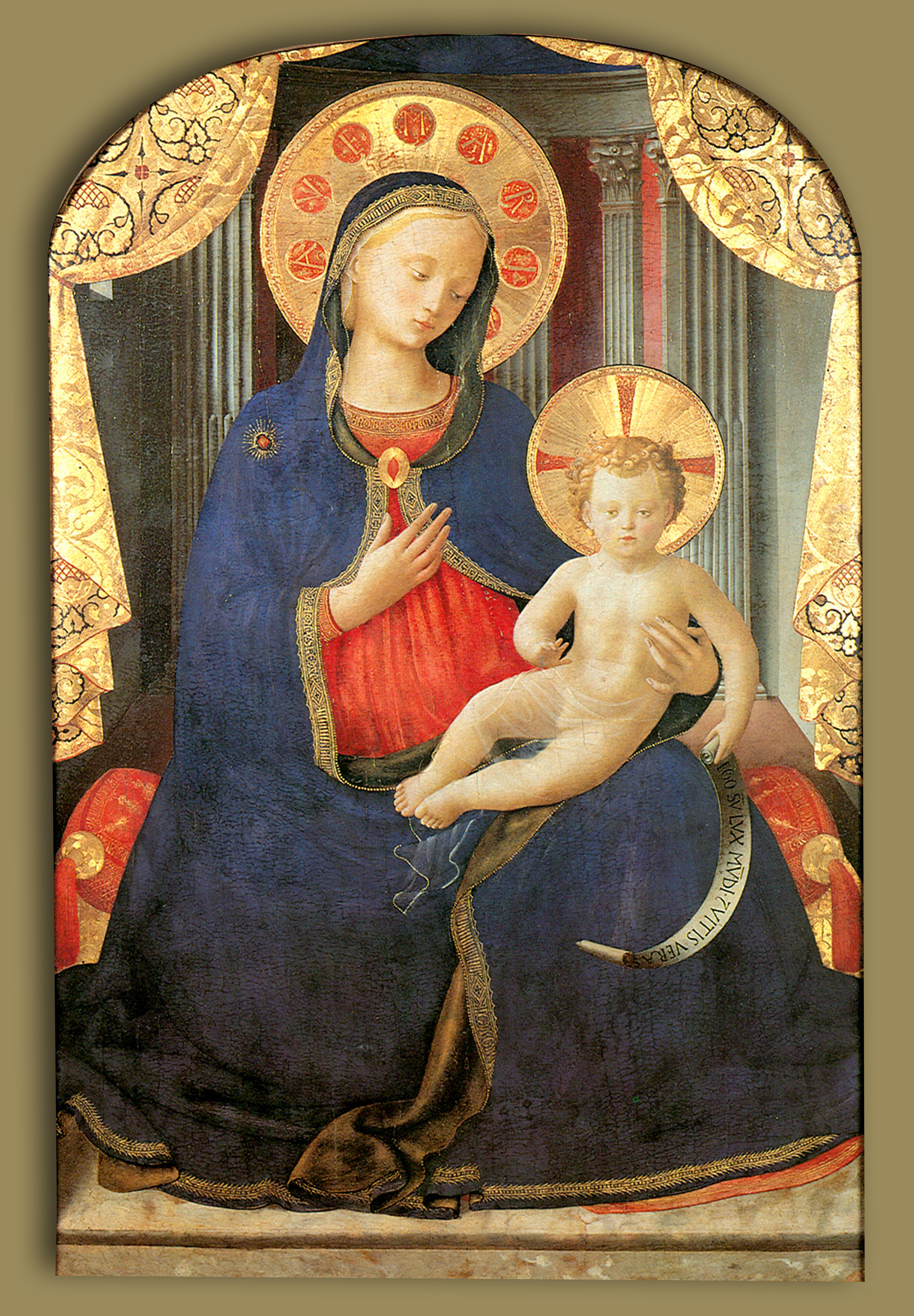
弗拉·安傑利科的《聖母與聖子》（Madonna col Bambino），100 × 66cm，約繪於1433年，1852年始藏
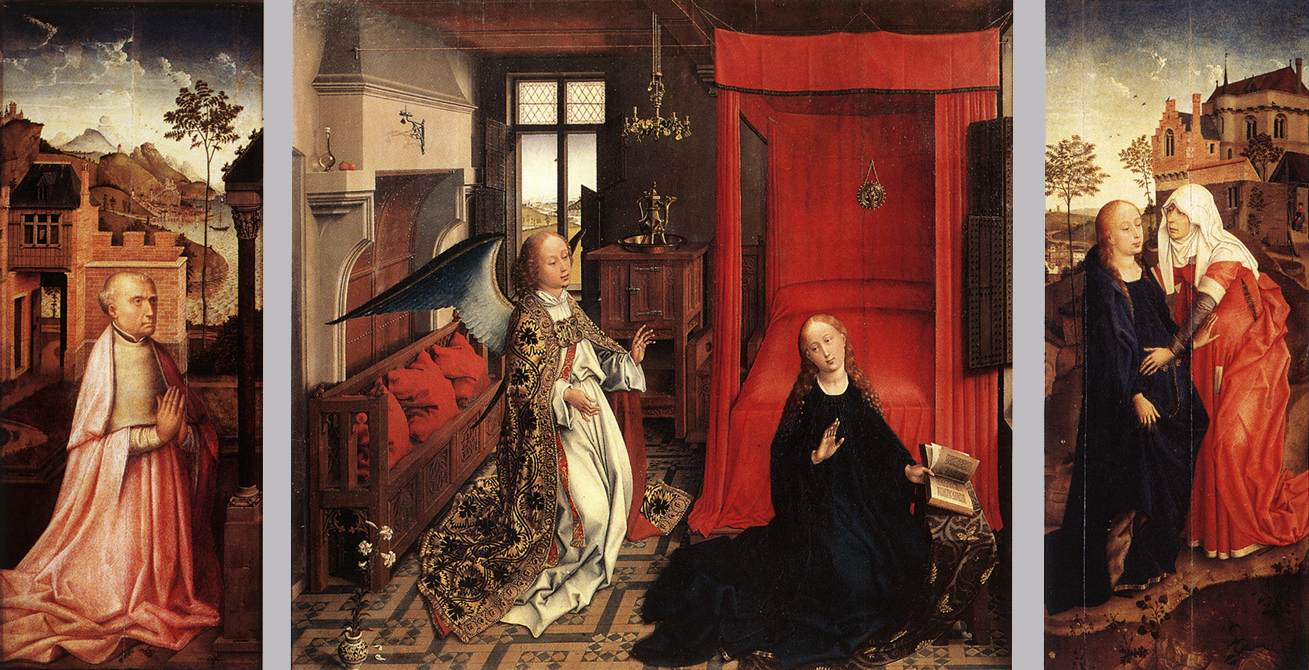
羅希爾·范德魏登的《報喜三聯畫（英语：Annunciation Triptych (Rogier van der Weyden)）》，89 × 36.5cm，約繪於1434年後，1635年始藏
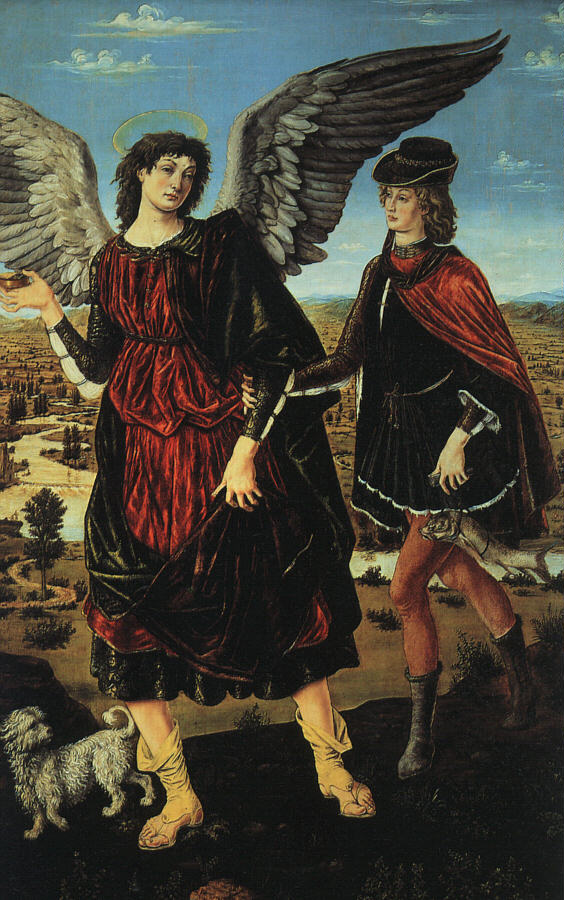
安東尼奧和皮埃羅·德爾·波拉約洛（英语：Piero del Pollaiolo）的《大天使拉斐爾及多俾亞（義大利語：Arcangelo Raffaele e Tobiolo）》，188 × 119cm，約繪於1460年，1865年始藏
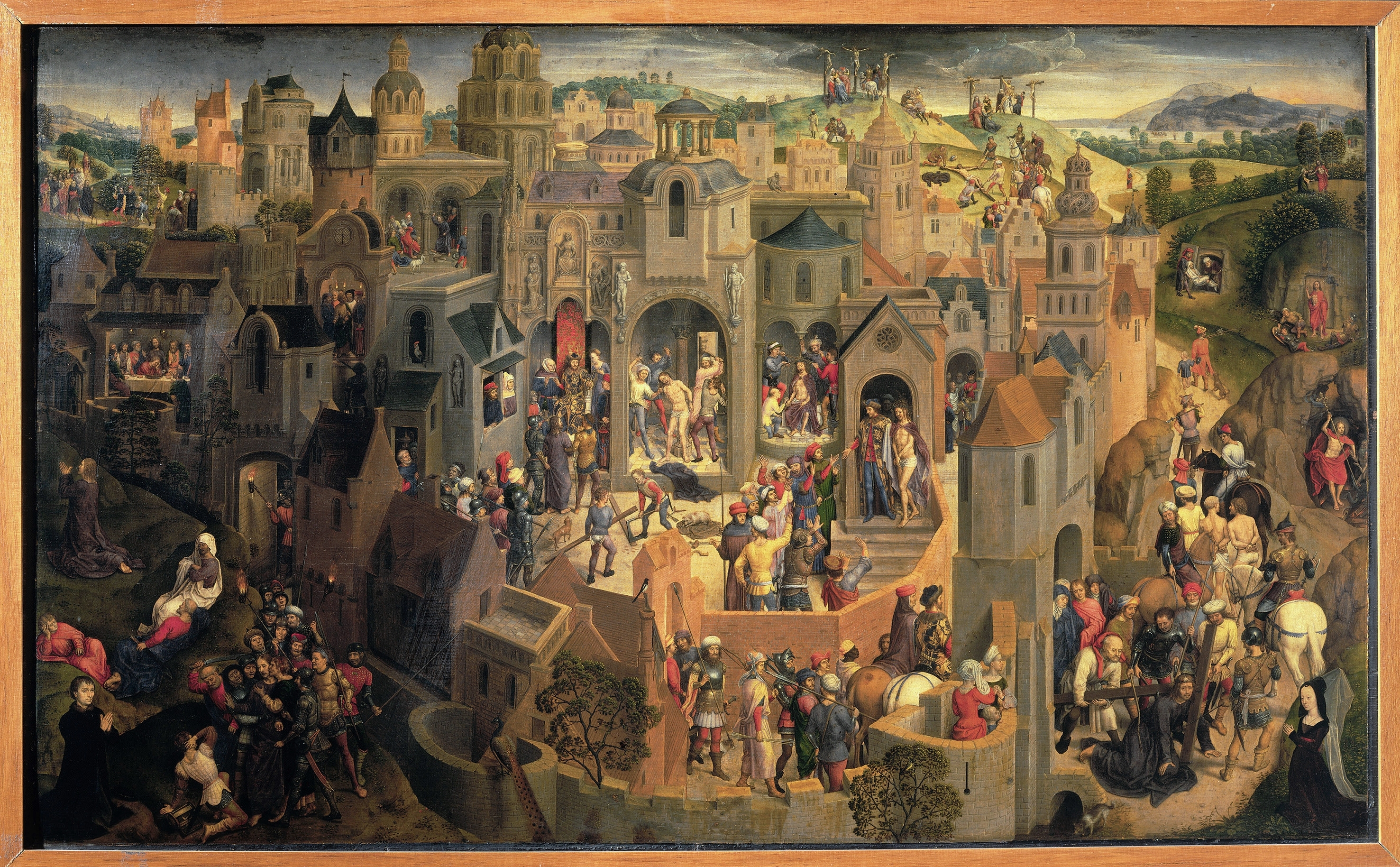
漢斯·梅姆林的《基督受難記》，55 × 90cm，約繪於1470－1471年，1814年始藏
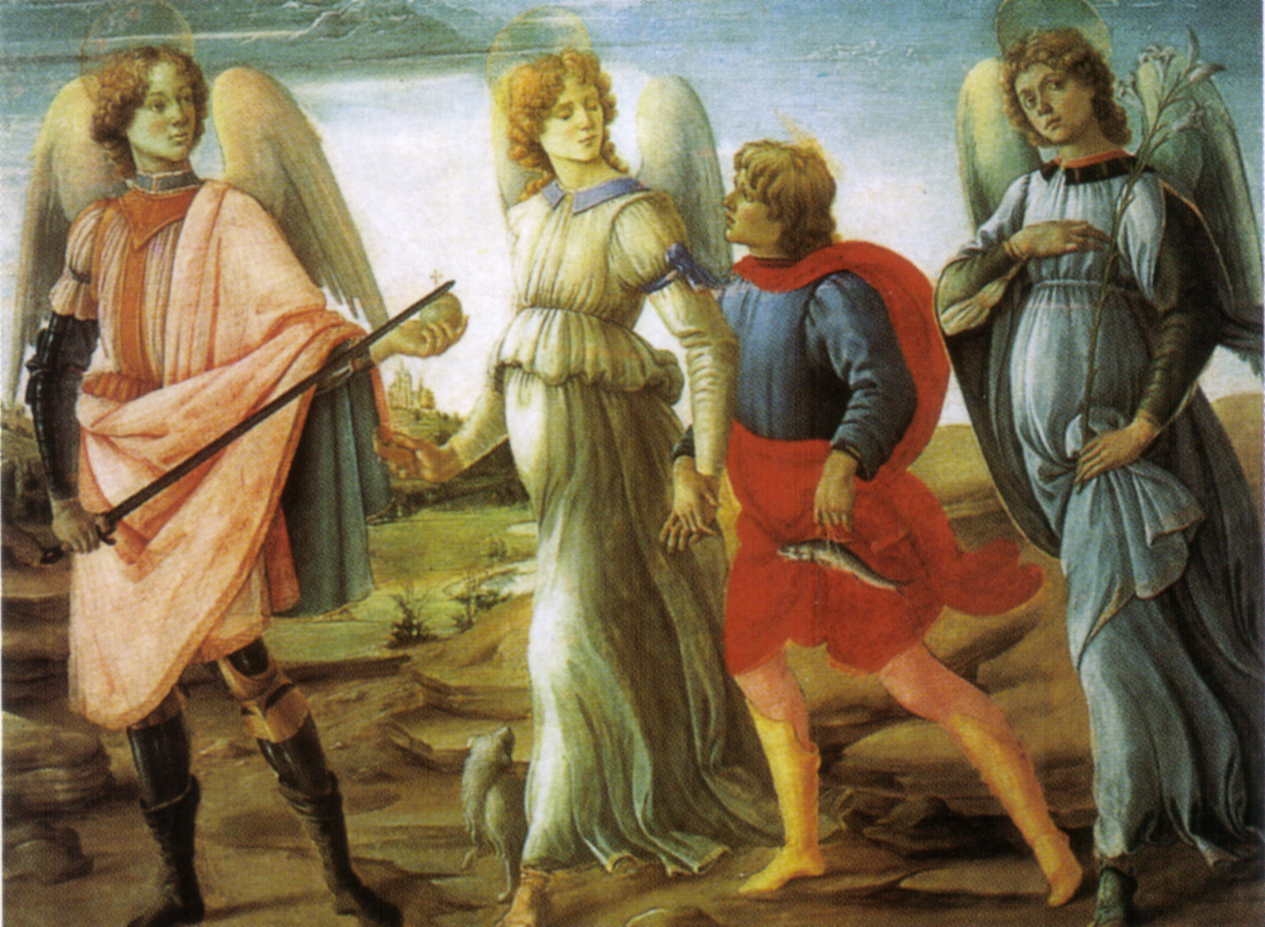
菲利波·利皮的《三位天使和多俾亞（英语：Three Angels and Young Tobias）》，100 × 127cm，約繪於1480－1485年，1859年始藏
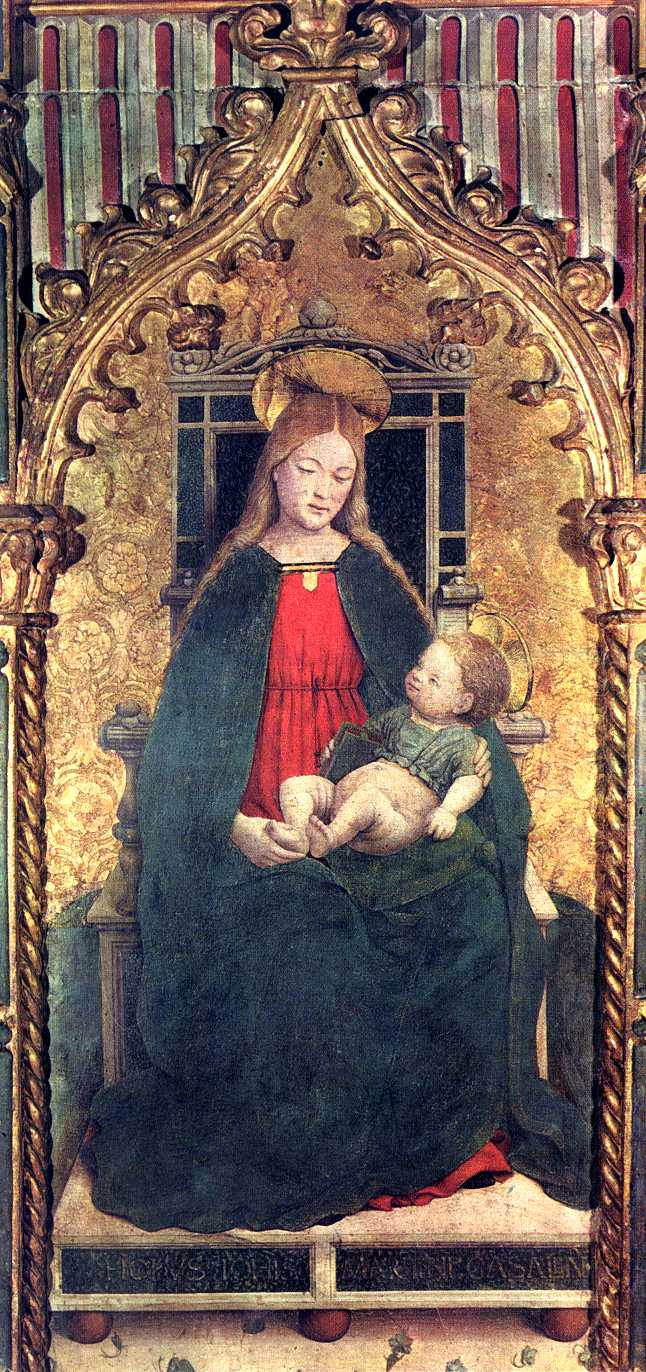
喬瓦尼·馬蒂諾·斯潘佐蒂（英语：Giovanni Martino Spanzotti）的《寶座上的聖母子與聖烏巴爾多及聖賽巴斯蒂安》（Madonna in trono col Bambino con i santi Ubaldo e Sebastiano），中聯135 × 55cm，左聯127 × 38cm，右聯103 × 36cm，約繪於1487－1489年，分別購於1899年、1923年、1926年
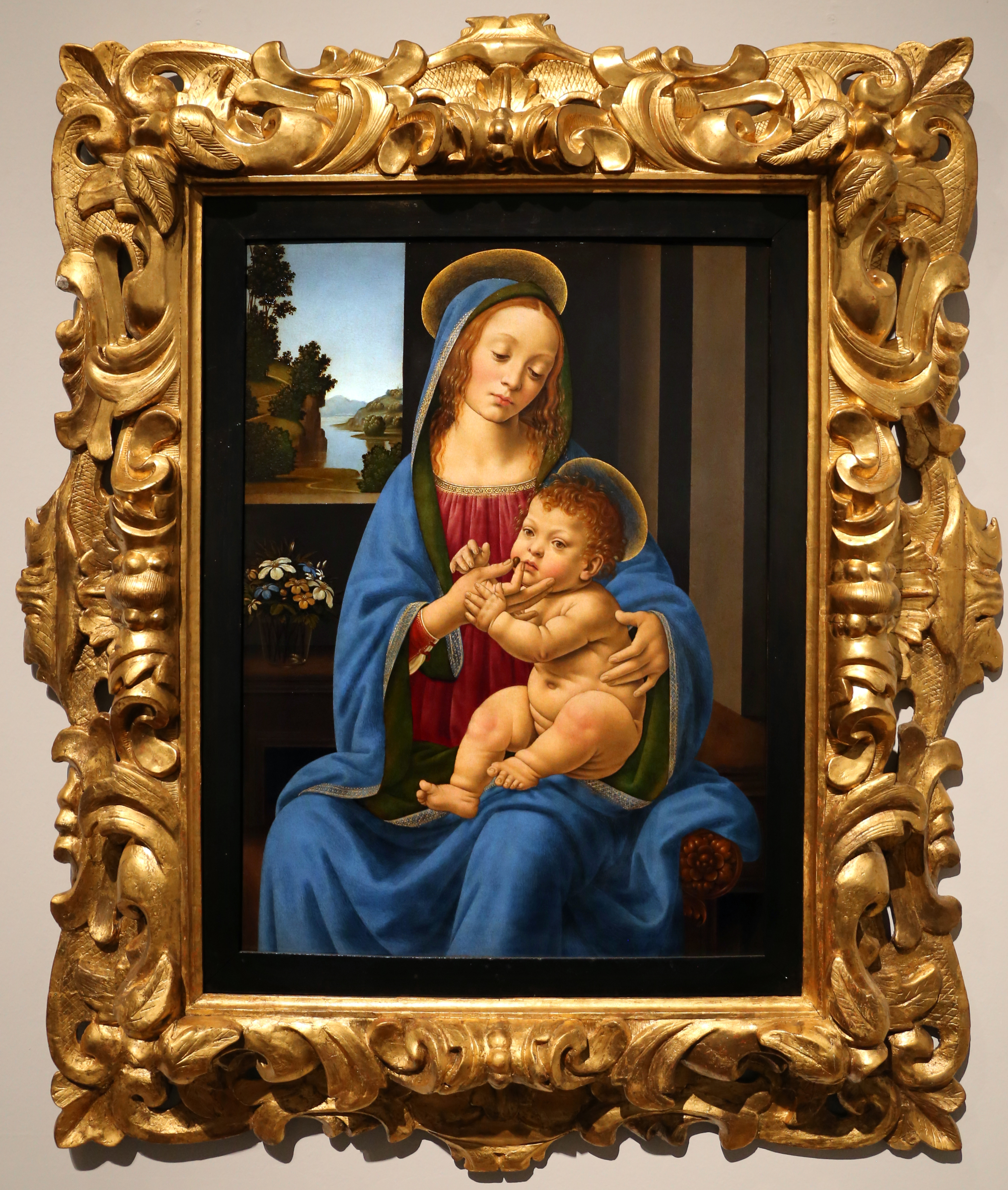
羅倫佐·迪·克雷迪（英语：Lorenzo di Credi）的《聖母子》（Madonna col Bambino），66 × 48cm，約繪於1485－1490年，1864年始藏
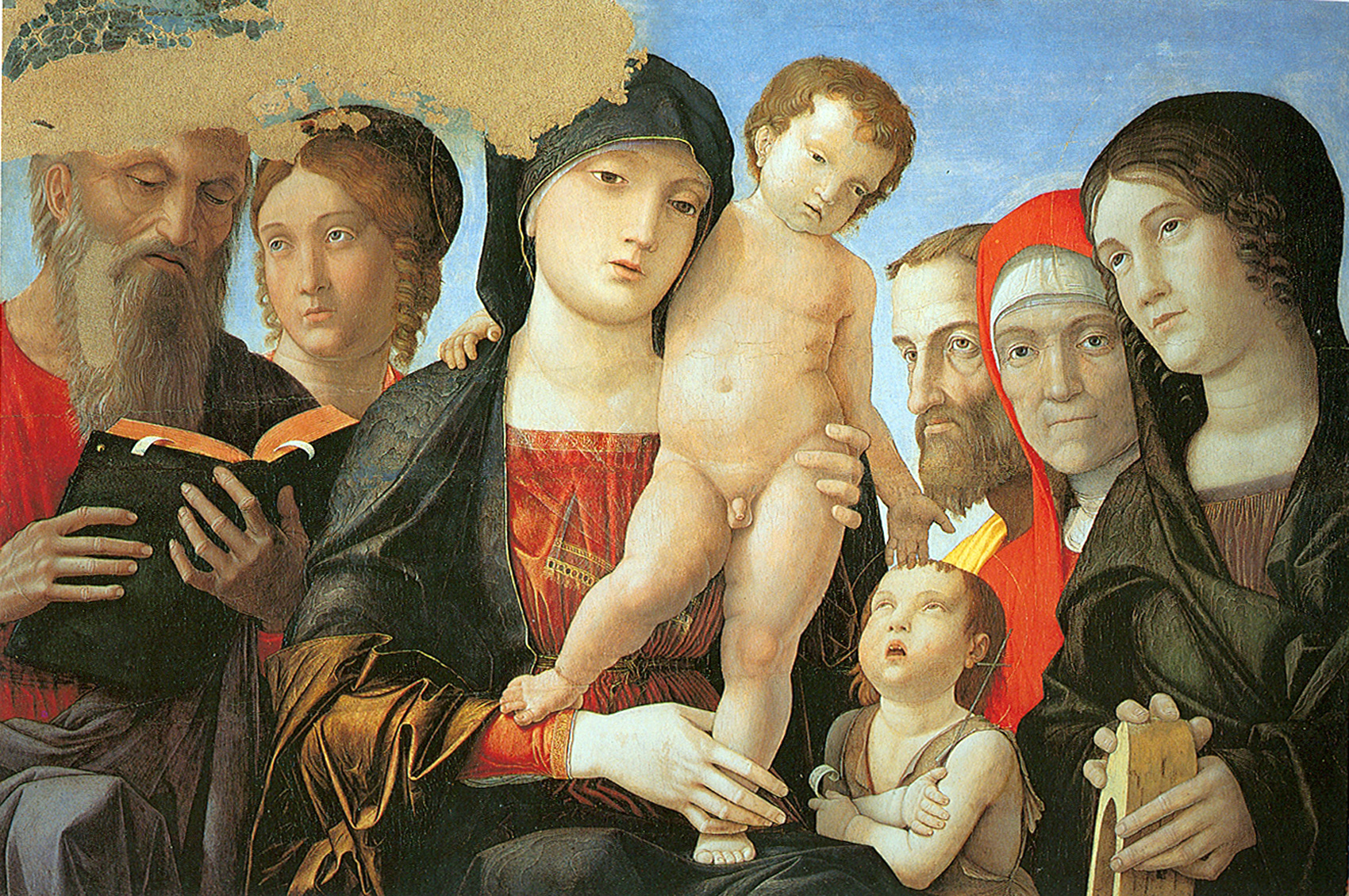
安德烈亞·曼特尼亞的《聖母子及聖人們（義大利語：Madonna col Bambino e santi (Mantegna)）》，61.5 × 87.5cm，約繪於1493年，1635年始藏
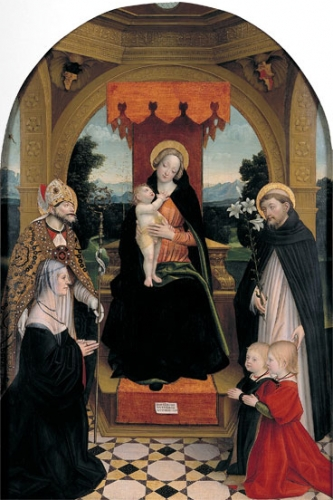
傑羅拉莫·喬文諾內（英语：Gerolamo Giovenone）的《布隆佐之畫（義大利語：Pala Buronzo）》，180 × 119cm，約繪於1514年，1836年始藏
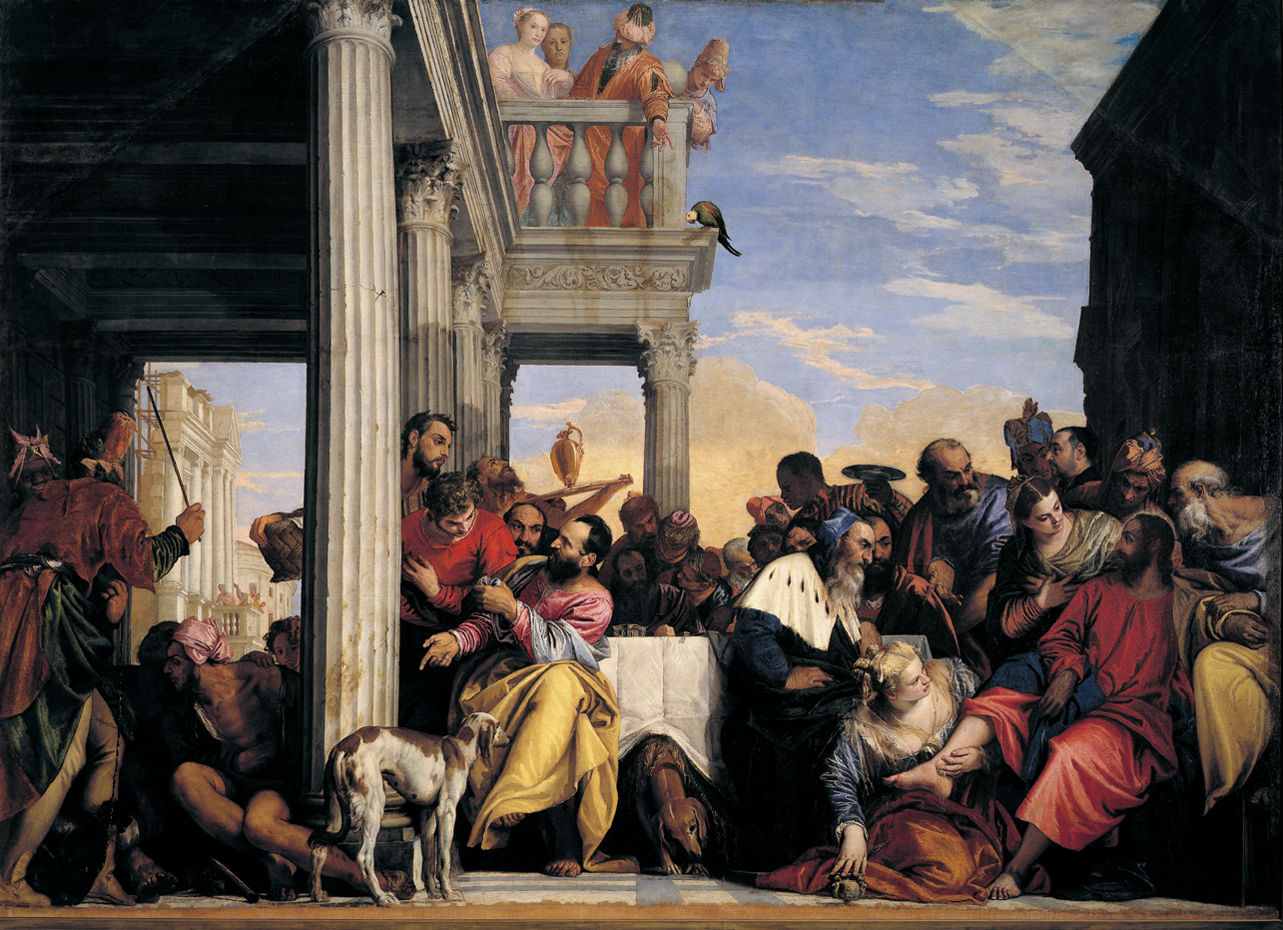
保羅·委羅內塞的《西門家中的筵席》，315 × 415cm，約繪於1556年，1837年始藏
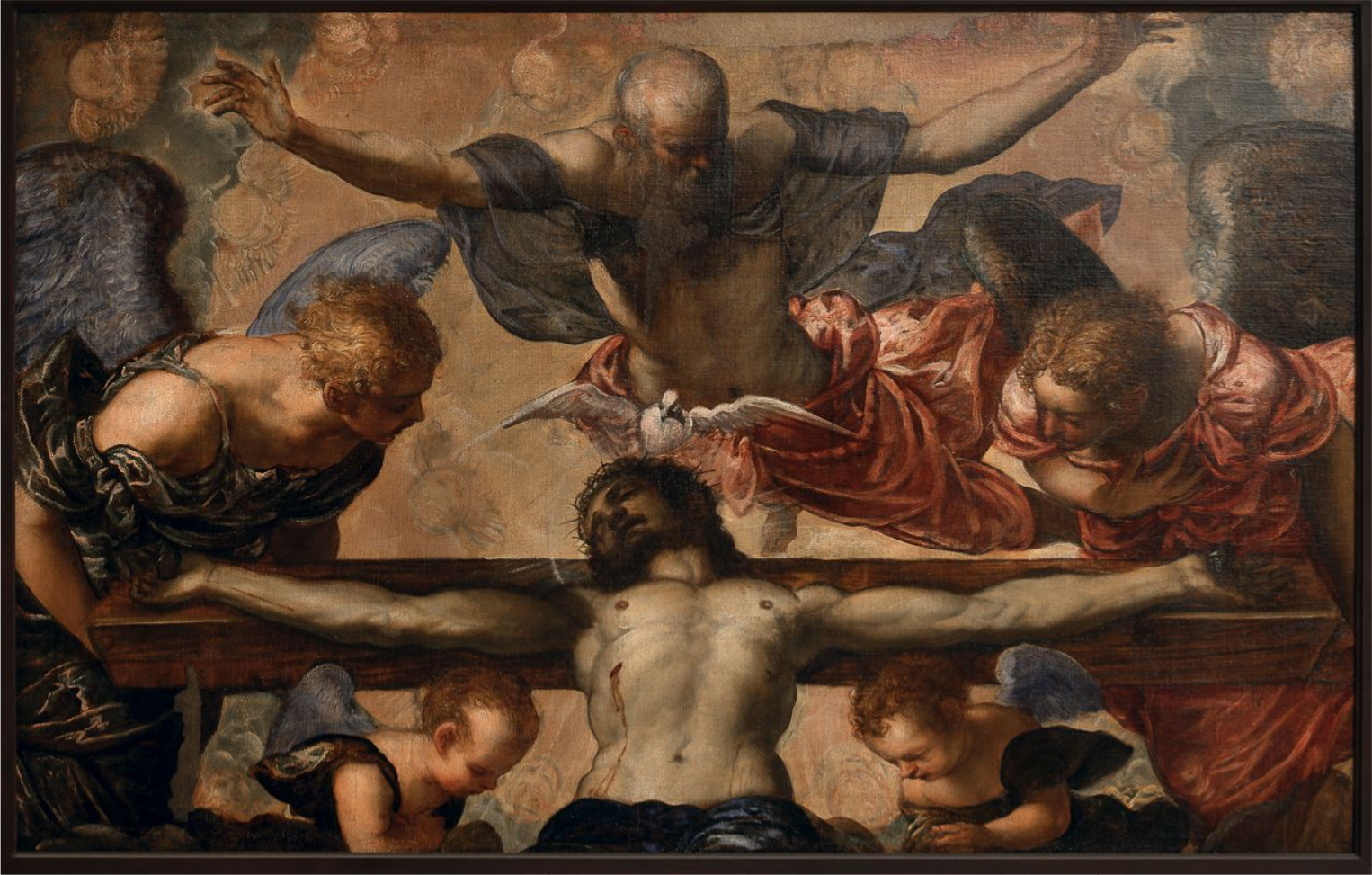
丁托列托的《三位一體》（Trinità），123 × 124cm，約繪於1574年，1833年始藏
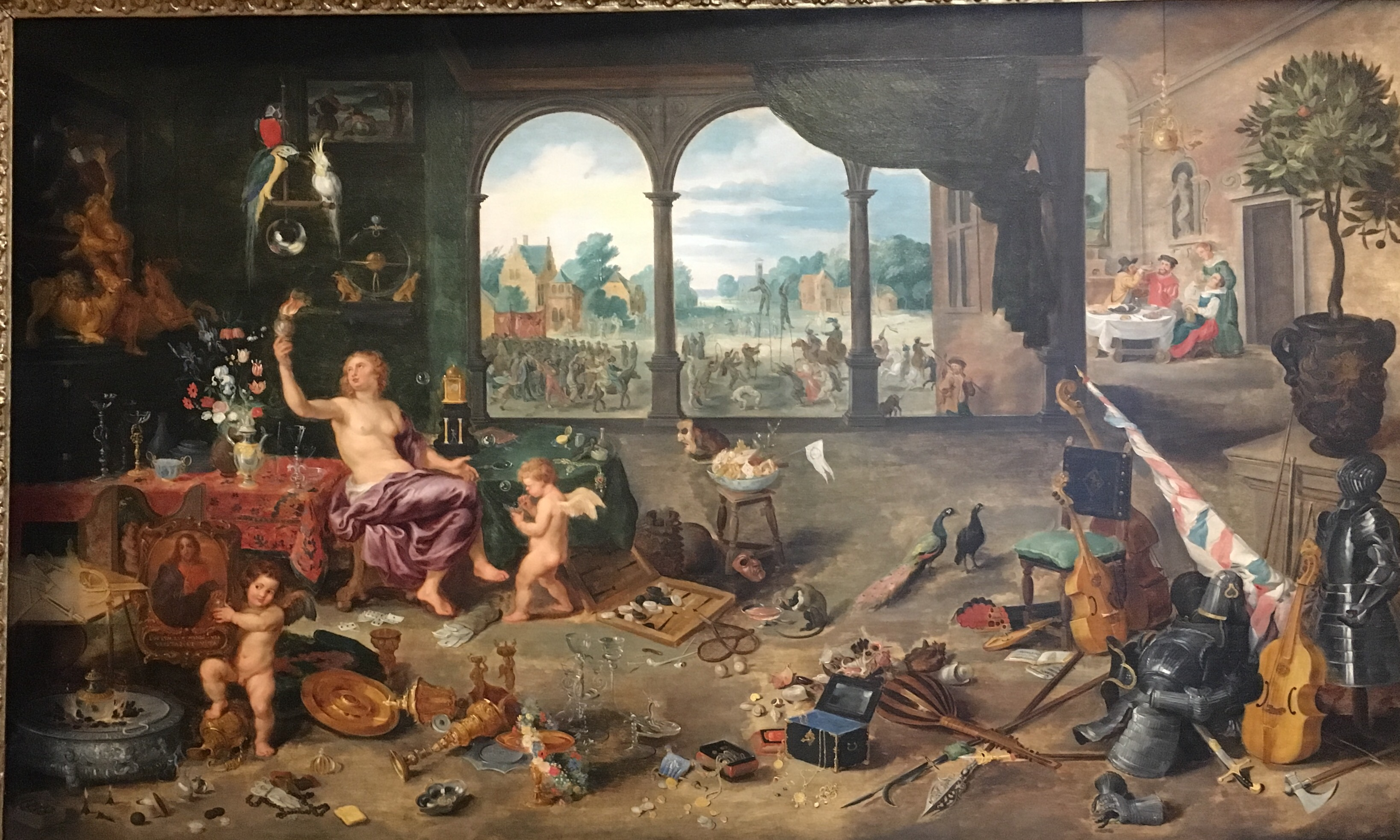
揚·布勒哲爾（英语：Jan Brueghel the ElderJ）的《虛榮》（Vanitas），64 × 106cm，約繪於1615-1618年，來自薩伏依家族的收藏
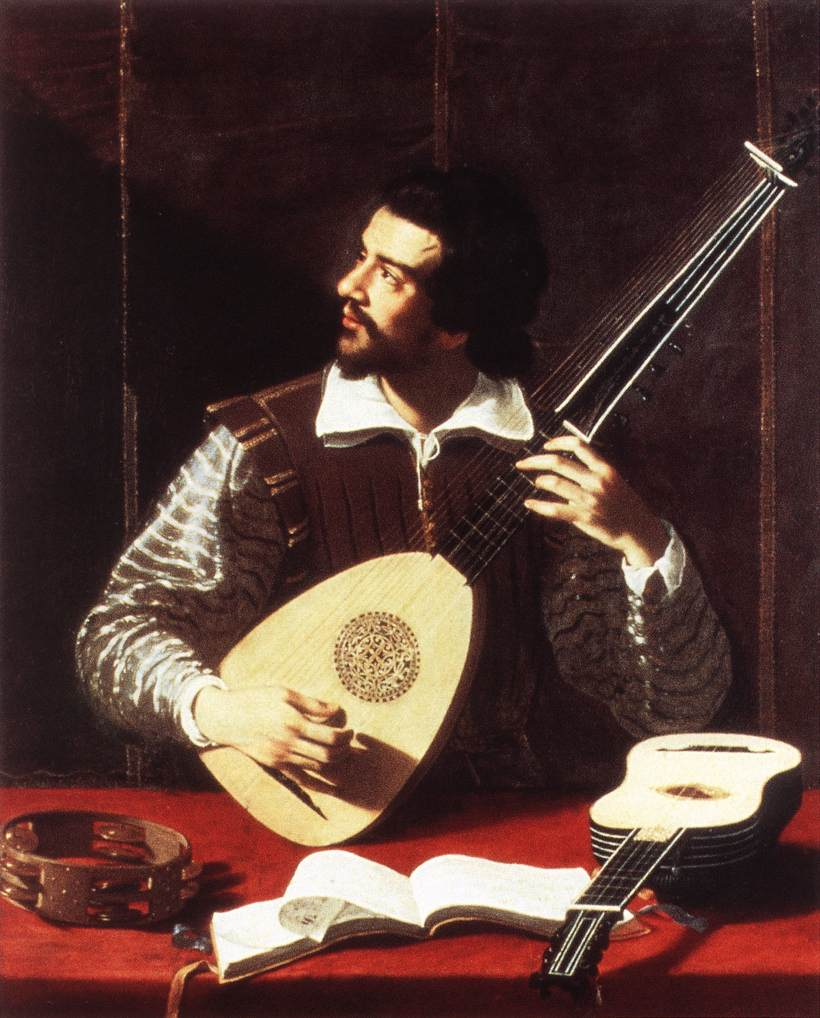
安蒂韦杜托·格拉马蒂卡（義大利語：Antiveduto Grammatica）的《希爾伯琴彈奏者》（The Theorbo Player），119 × 85cm，約繪於1615年，1864年始藏
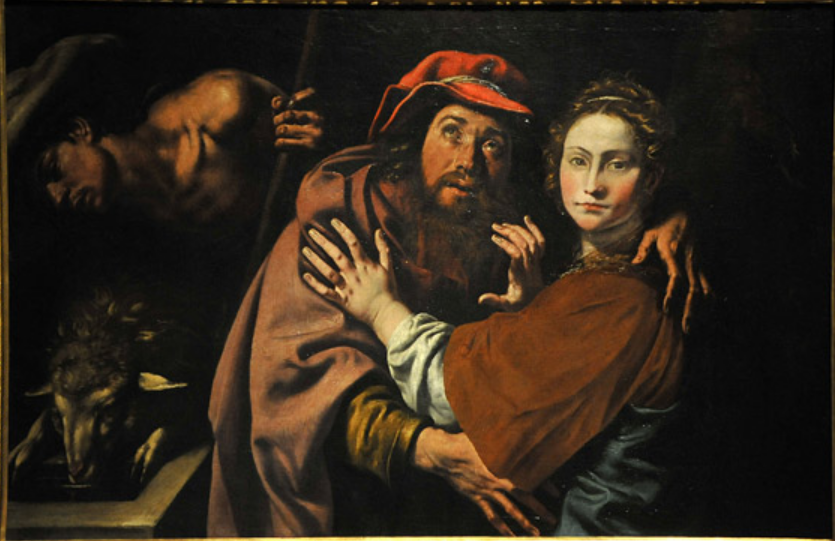
但齊奧·達·瓦拉洛（義大利語：Tanzio da Varallo）的《雅各貝和拉凱萊》（Giacobbe e Rachele），91 × 140cm，約繪於1615-1627年，1872年始藏
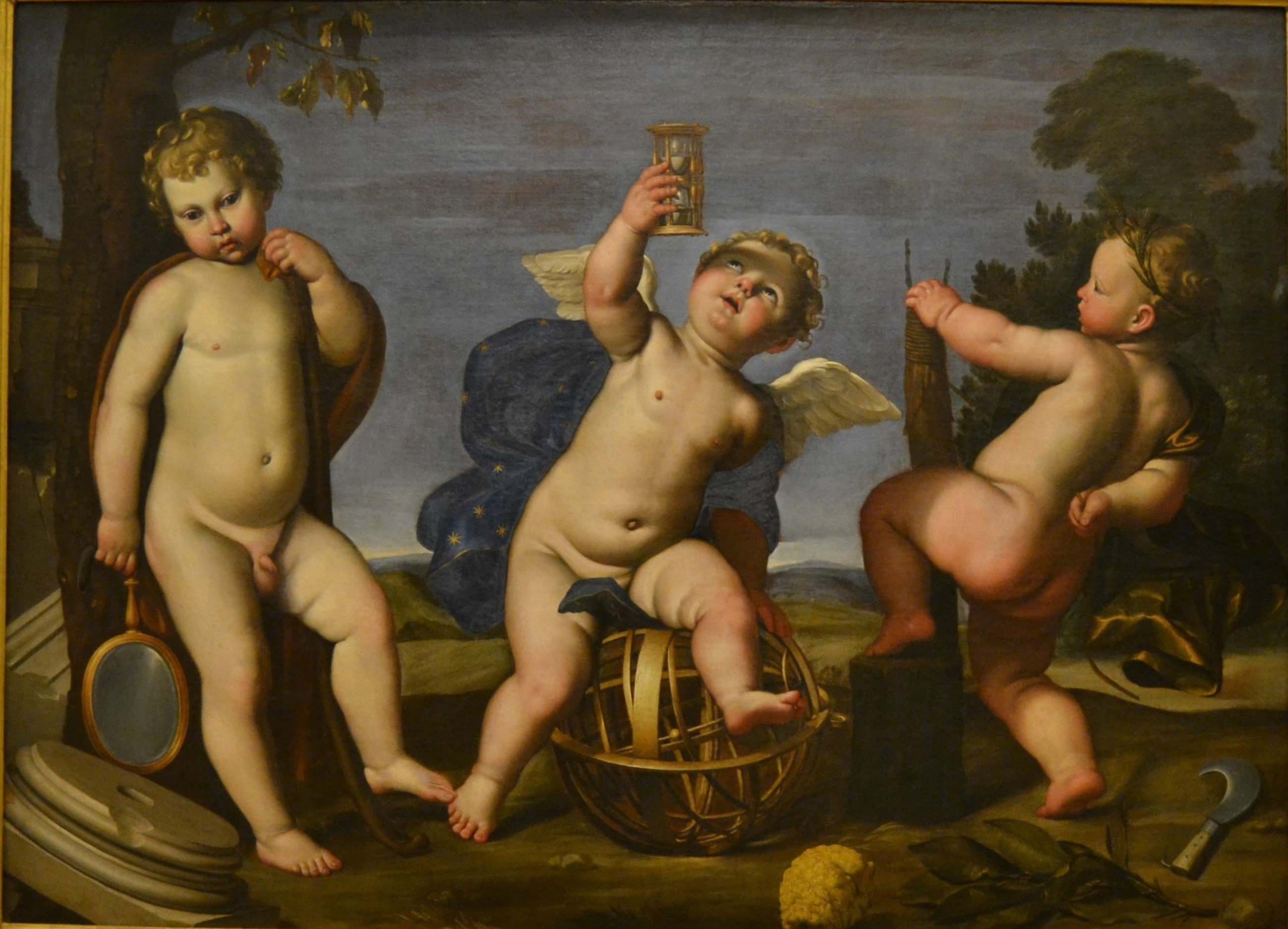
多梅尼基諾的《建築、天文和農業天使的寓言》（Allegoria dell'Agricoltura, dell'Astronomia e dell'Architettura），102 × 154cm，約繪於1620－1625年，來自薩伏依家族的收藏
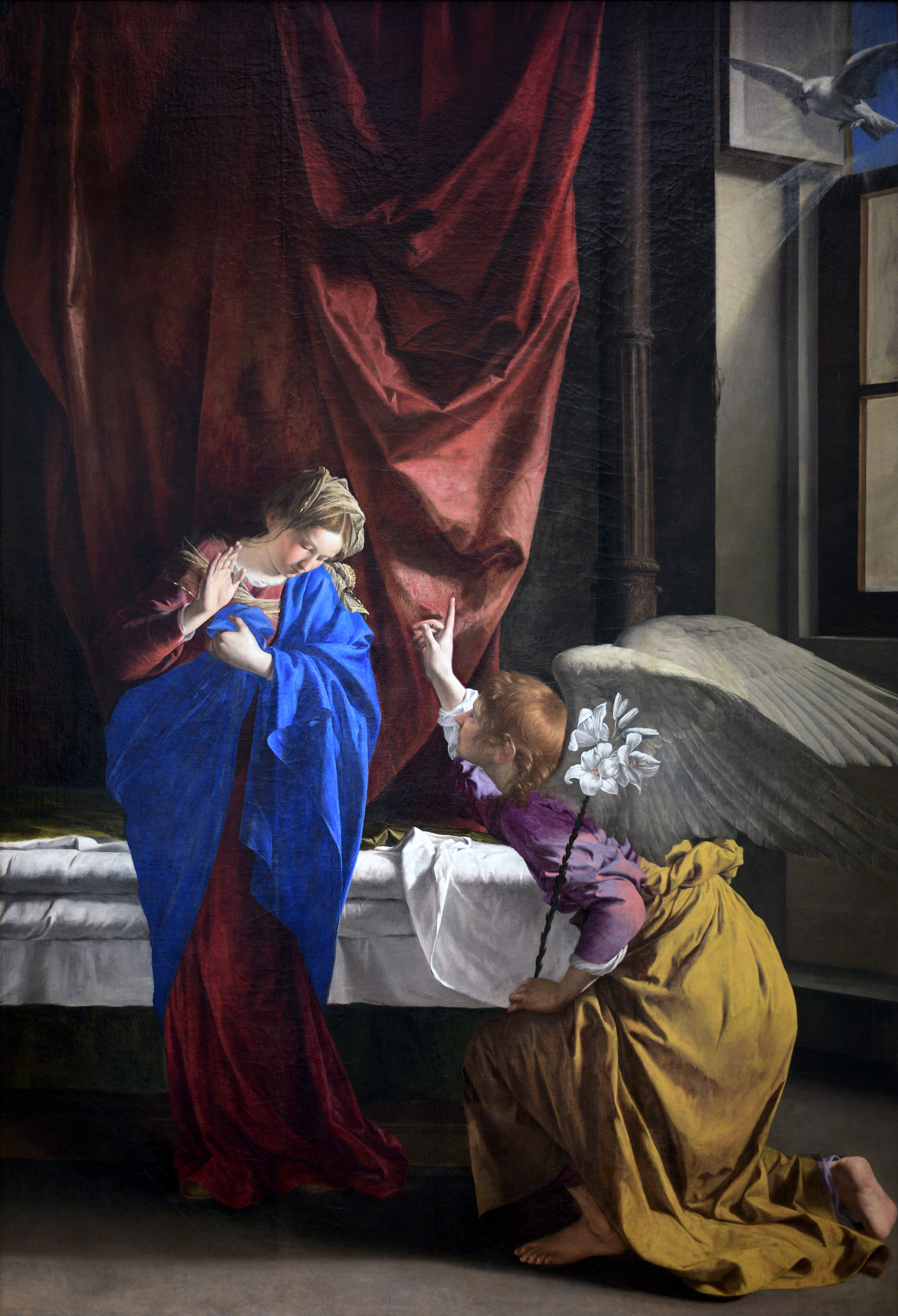
奧拉齊奧·真蒂萊斯基的《聖母領報》（Annunciazione），209 × 198cm，約繪於1622－1623年，1623年始藏
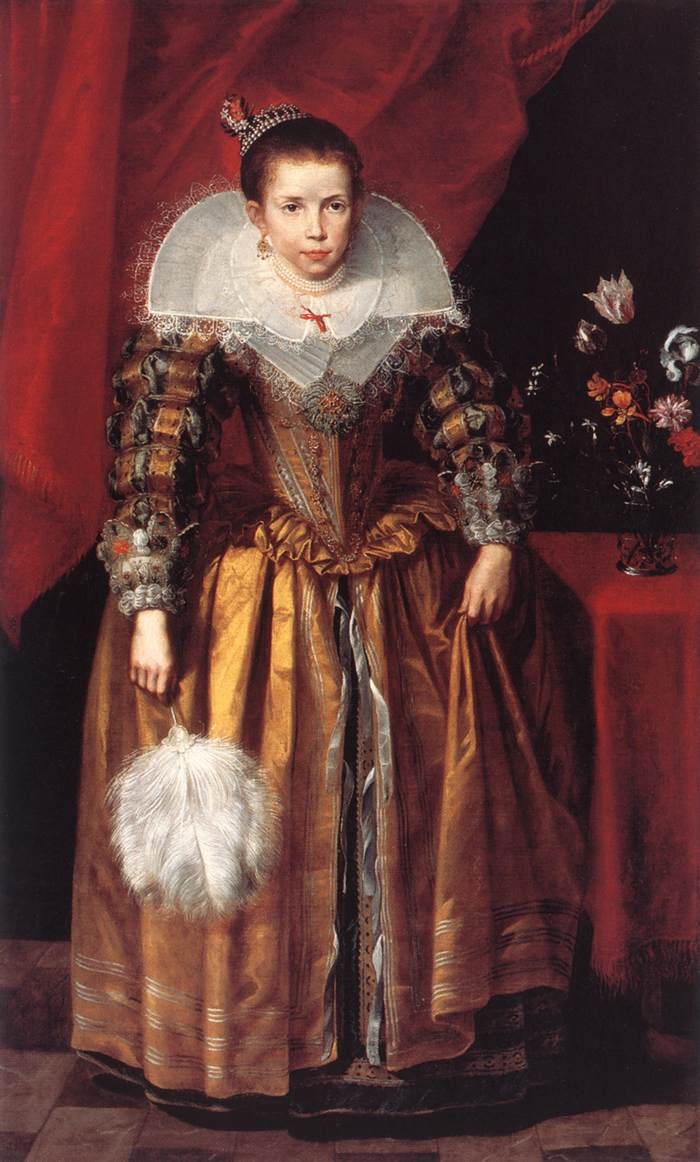
科內利斯·德·沃斯（英语：Cornelis de Vos）的《10歲小女孩畫像》（Portrait of a Girl at the Age of 10），156.5 × 94cm，約繪於1622年，1682年始藏
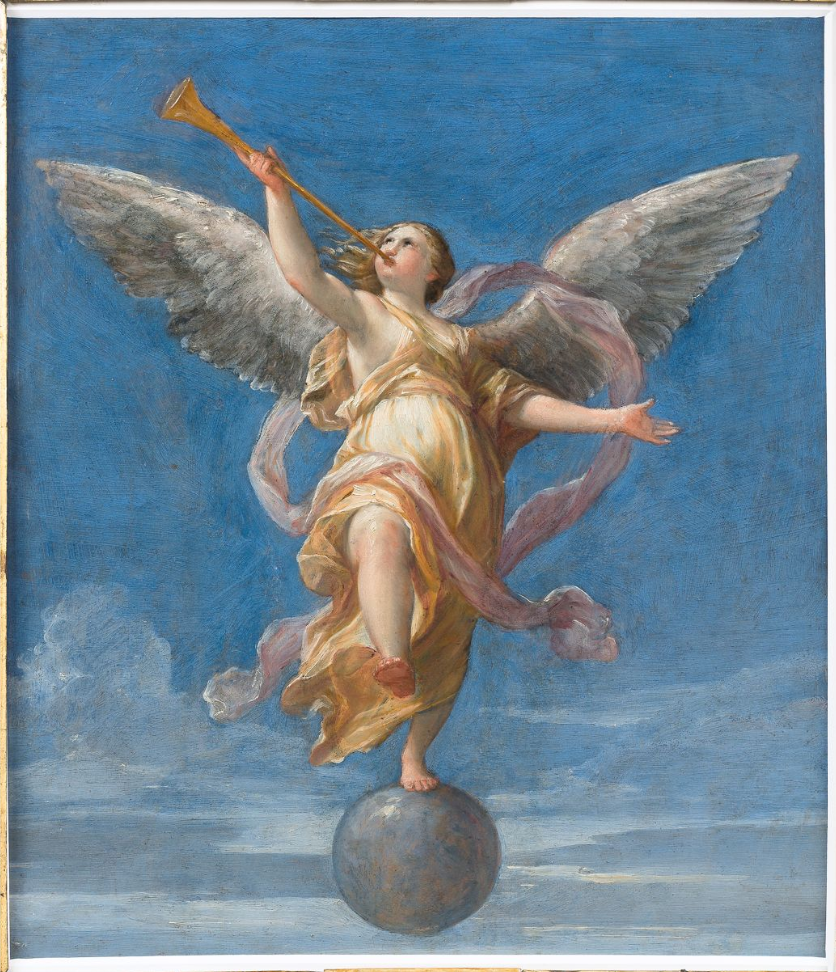
喬萬·賈科莫·塞曼查（英语：Giovanni Giacomo Semenza）的《仙女》（La Fama），35 × 33cm，約繪於1635年，1638年始藏
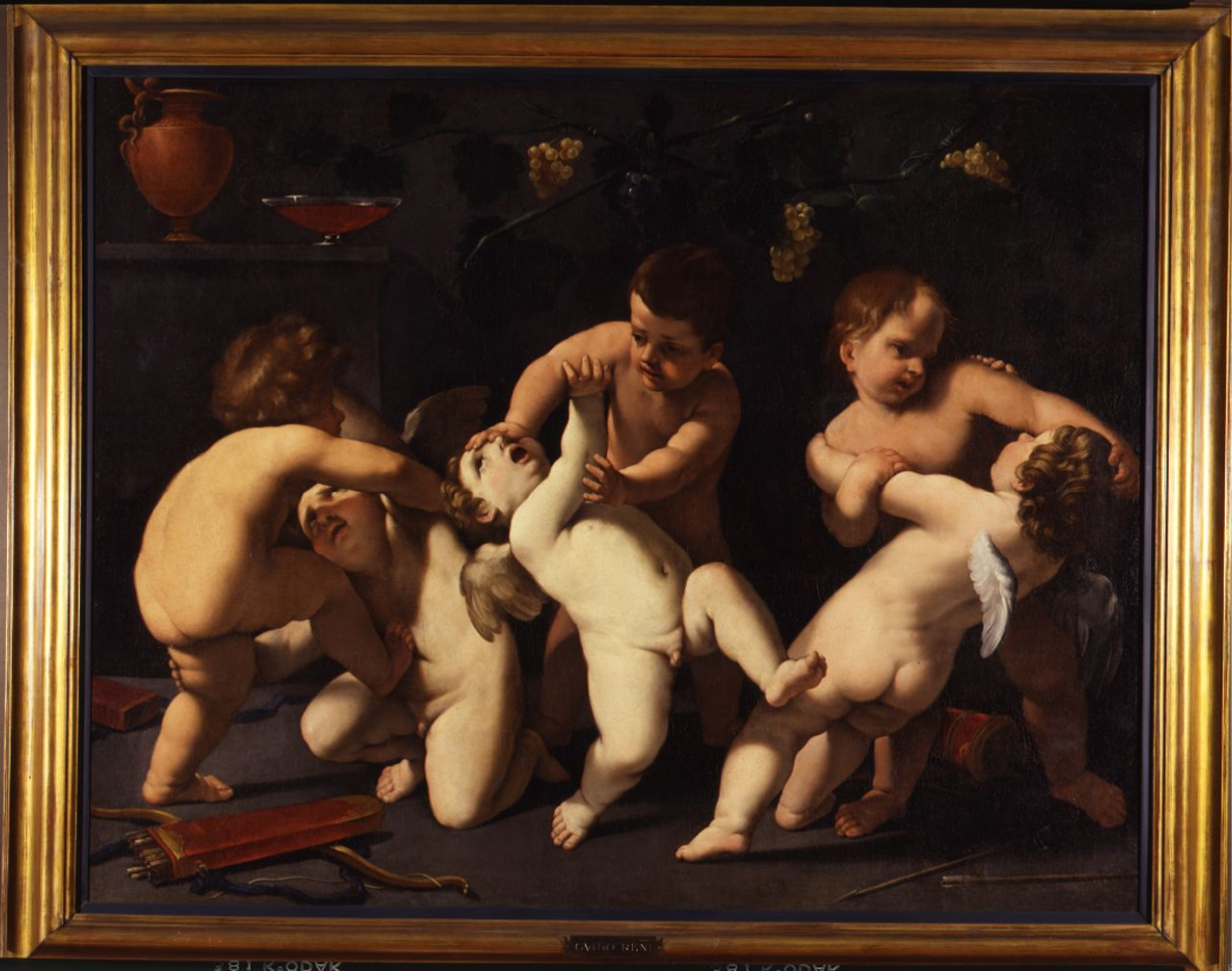
圭多·雷尼的《打架的小天使和小酒神》（Lotta tra amorini e putti baccanti），124 × 154cm，約繪於1627年後，1823年始藏
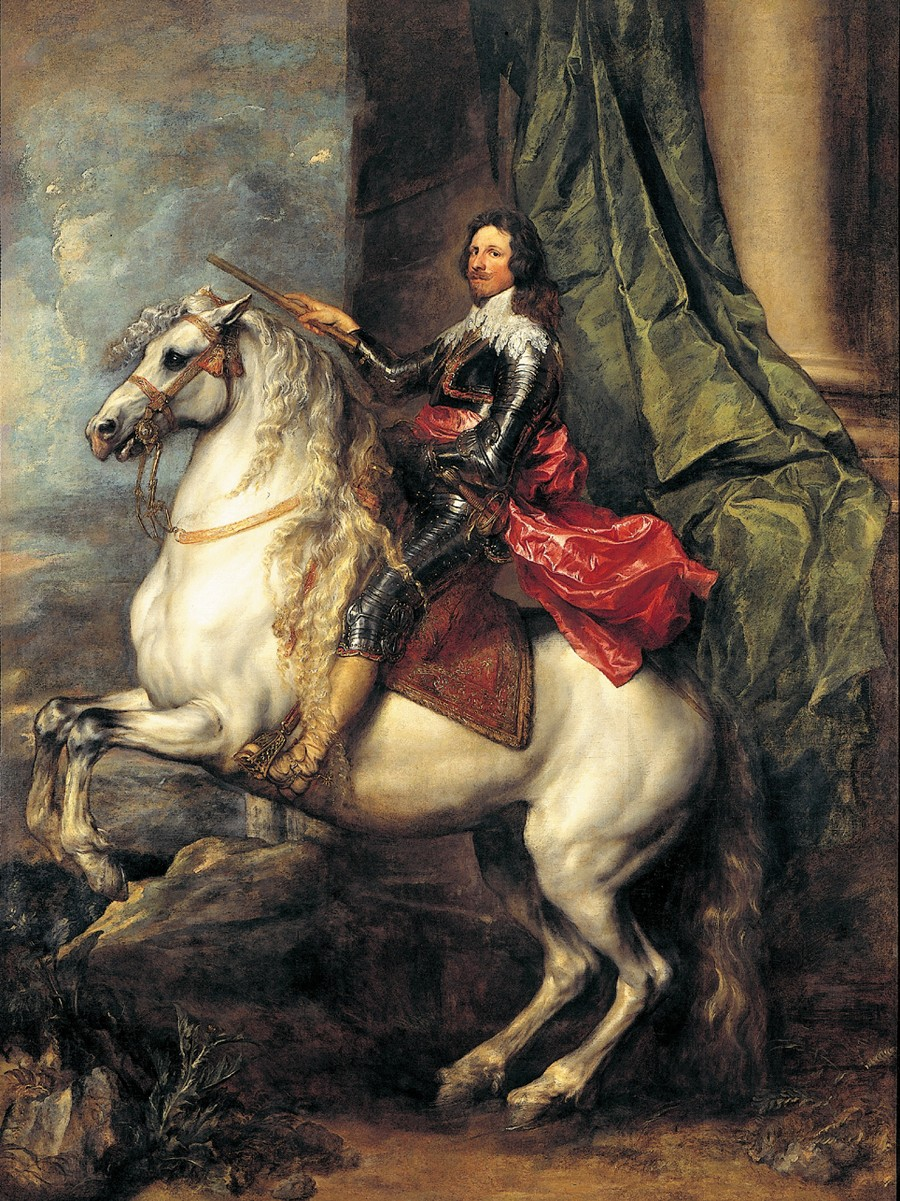
安東尼·范戴克的《托瑪索·弗朗切斯科·薩伏依-卡里尼亞諾親王騎馬肖像畫（義大利語：Ritratto del principe Tommaso Francesco di Savoia Carignano）》，315 × 236cm，約繪於1634年，來自歐根親王的藏品
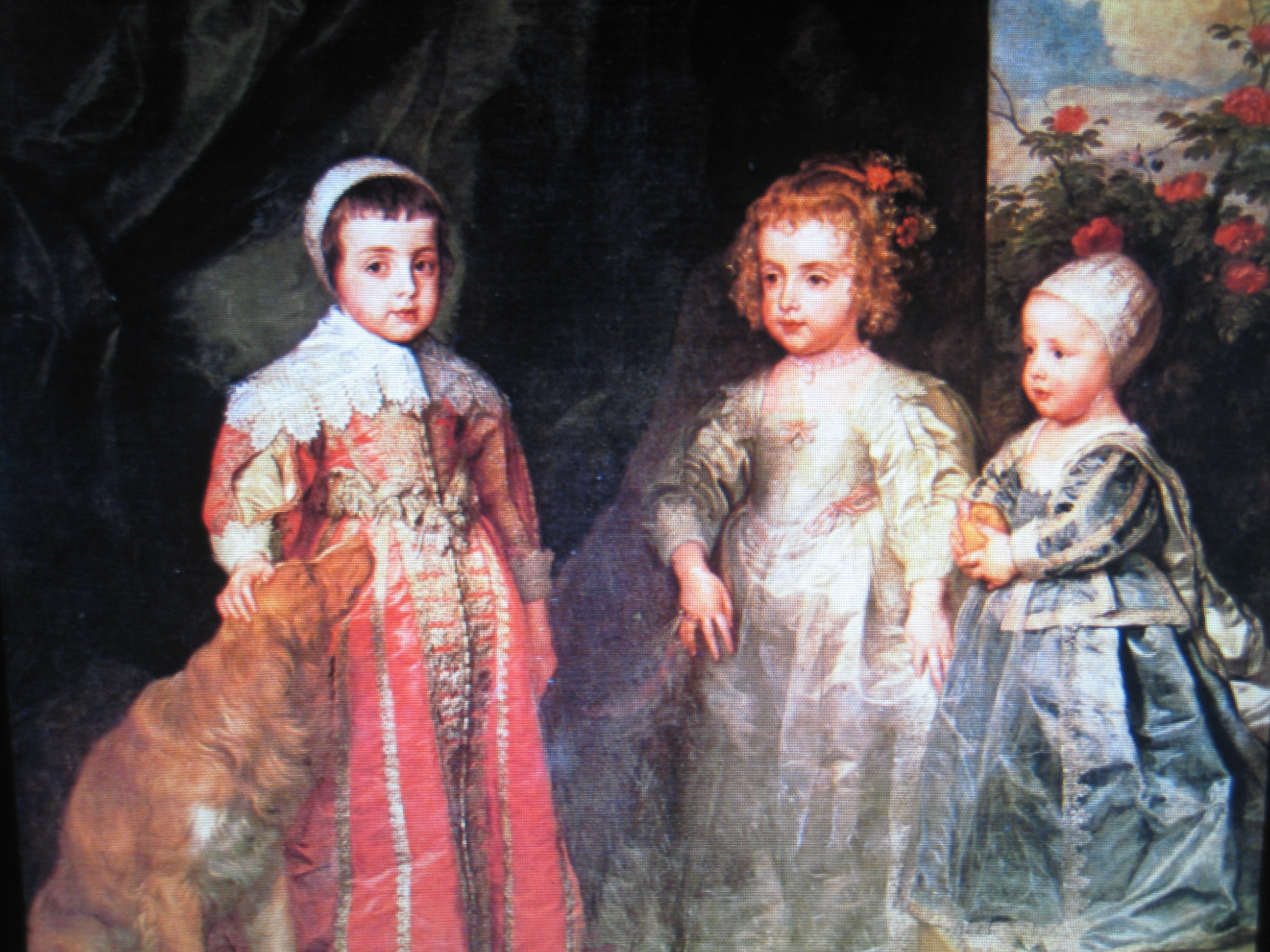
安東尼·范戴克的《查理一世的三個孩子們（義大利語：Ritratto dei tre figli maggiori di Carlo I (Torino)）》，151 × 154cm，約繪於1635年，1635年始藏
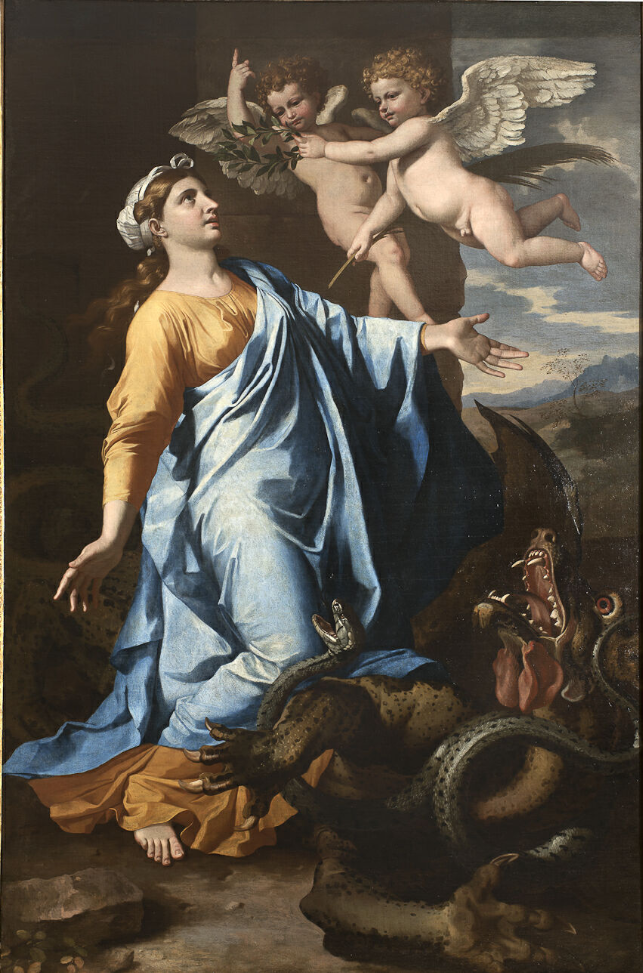
尼古拉·普桑（推測）的《童貞瑪加利大的殉道》（Santa Margherita），220.5 × 144.5cm，約繪於1636-1637年，來自歐根親王的藏品
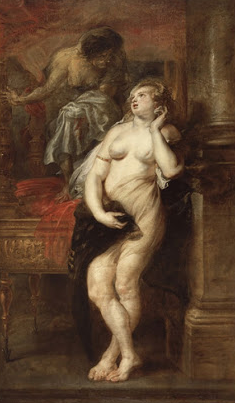
彼得·保羅·魯本斯的《聆聽菲墨說話的德伊阿妮拉（英语：Deianira Listens to Fame）》，245 × 168cm，約繪於1638年，1947年始藏
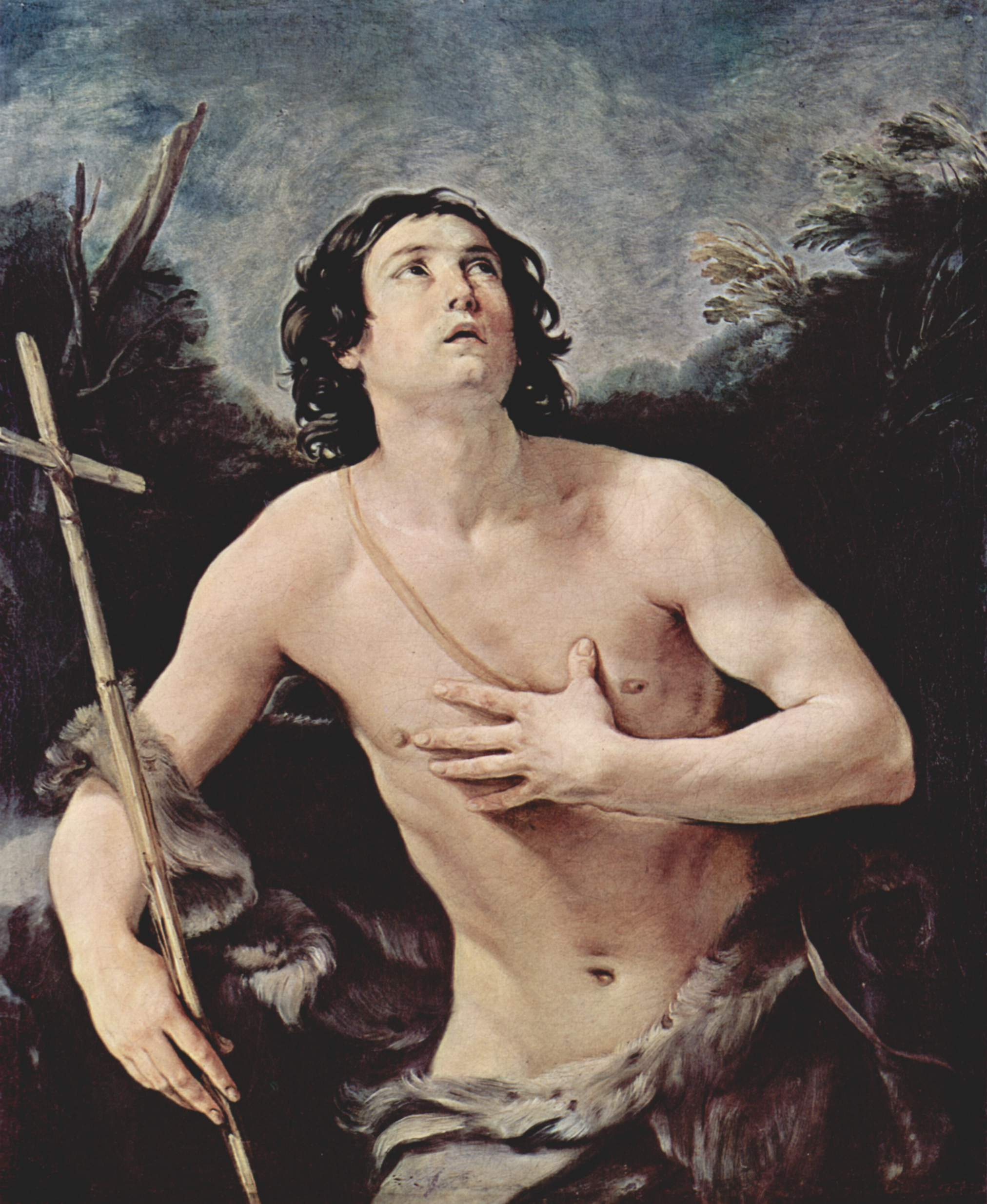
圭多·雷尼的《施洗約翰》（San Giovanni Battista），115 × 95cm，約繪於1625年後，來自歐根親王的收藏
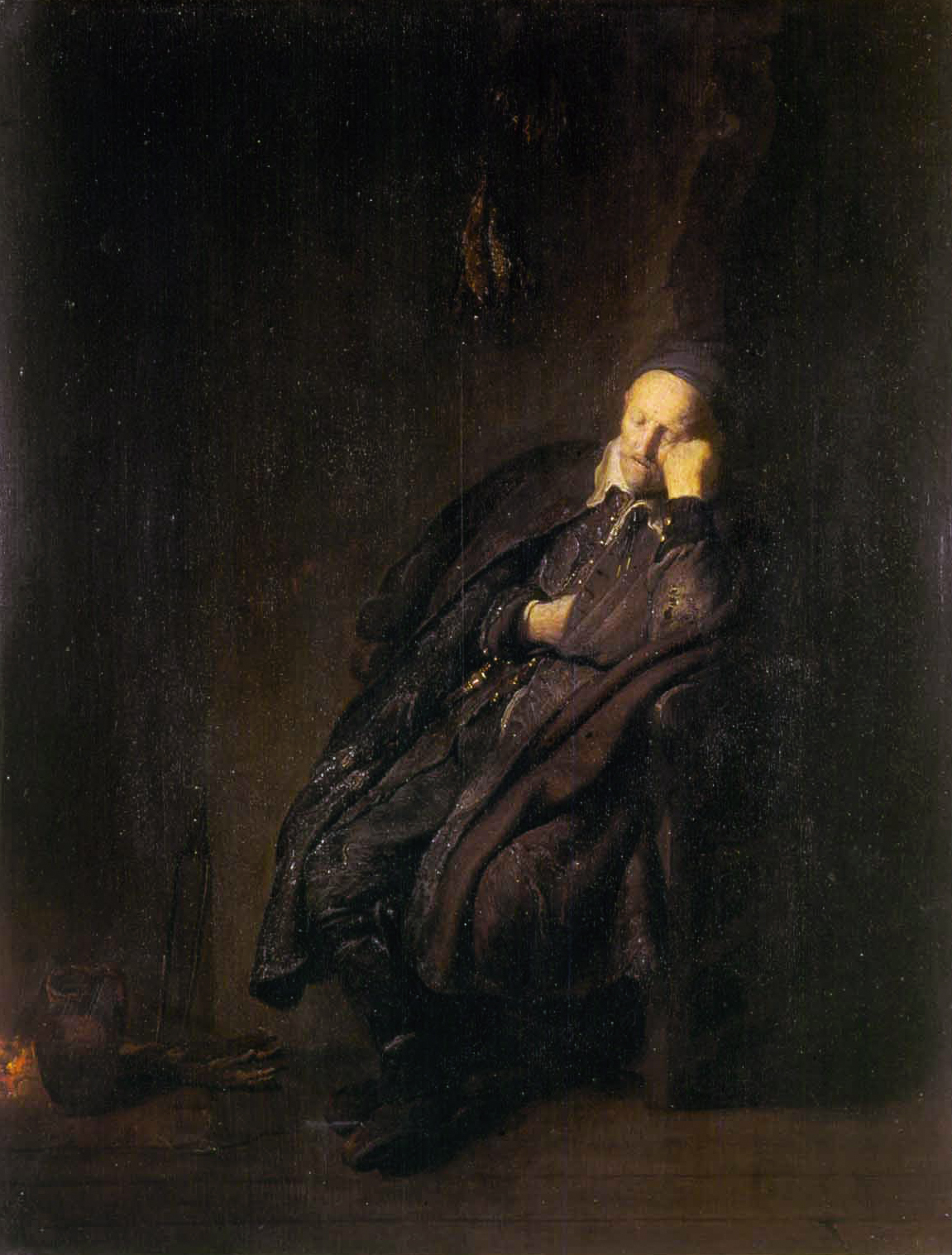
林布蘭的《打瞌睡的老人肖像》（Ritratto di Vecchio），52 × 41cm，約繪於1629年，1866年始藏
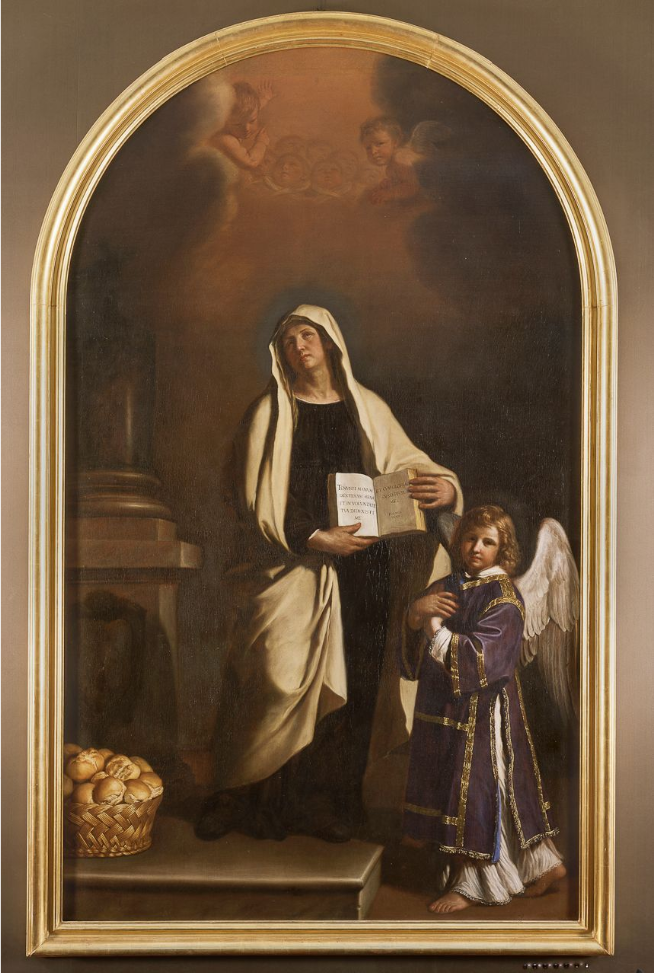
圭尔奇诺的《羅馬的方濟加》（Santa Francesca Romana），294 × 177cm，約繪於1656年，1657始藏
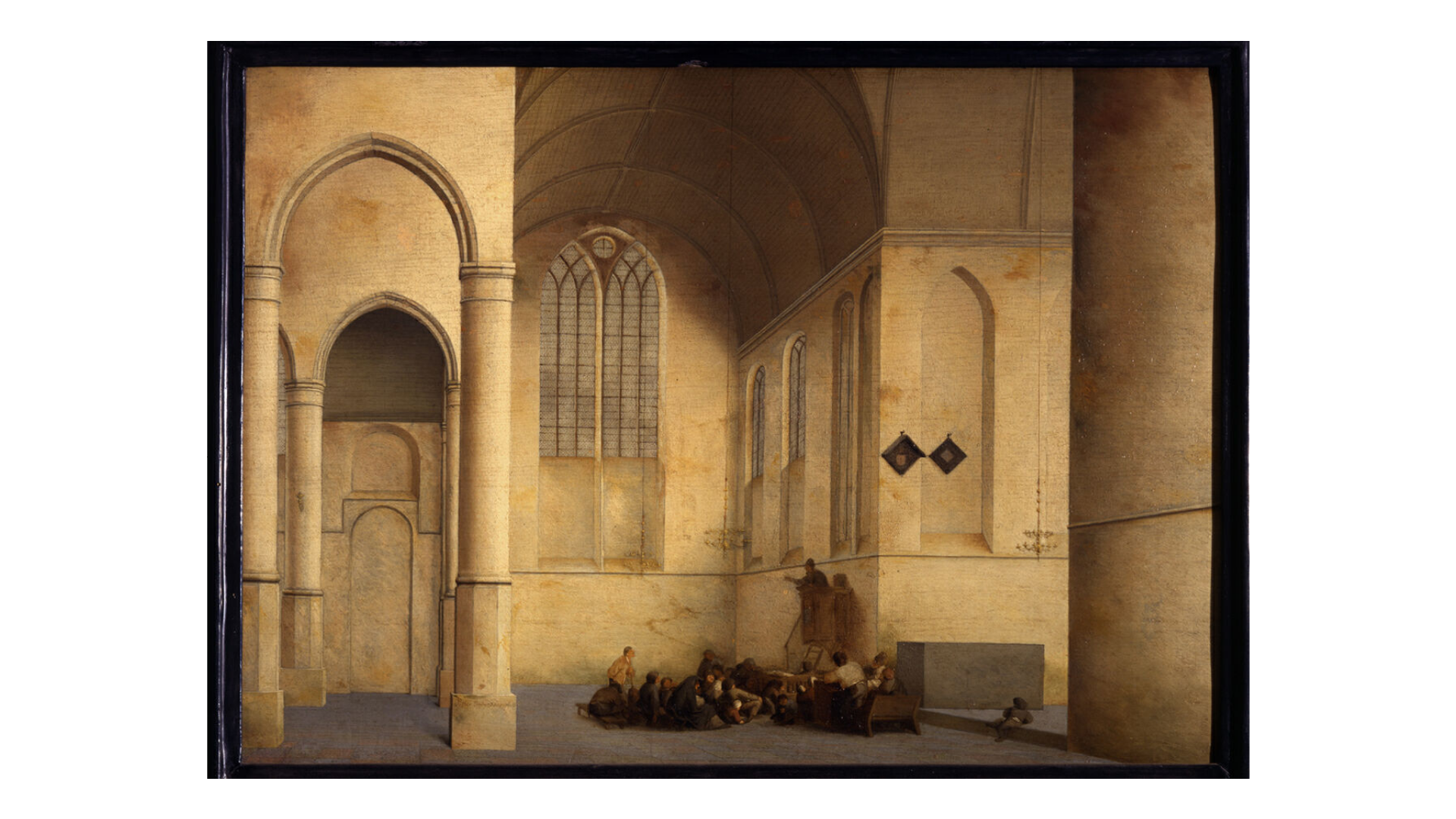
彼得·揚斯·薩恩列丹（英语：Pieter Jansz. Saenredam）的《聖奧杜爾弗教堂內景》（Interno della chiesa di Sant'Odulfo ad Ossendelft），46 × 53cm，約繪於1633-1649年，1737始藏
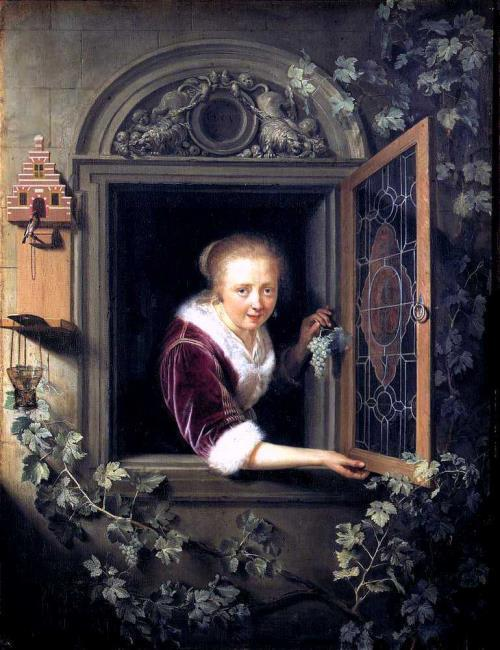
赫里特·道的《站在窗前拿著葡萄的女孩》（A Girl in a Window with a Bunch of Grapes），38 × 29cm，約繪於1662年，來自歐根親王的藏品
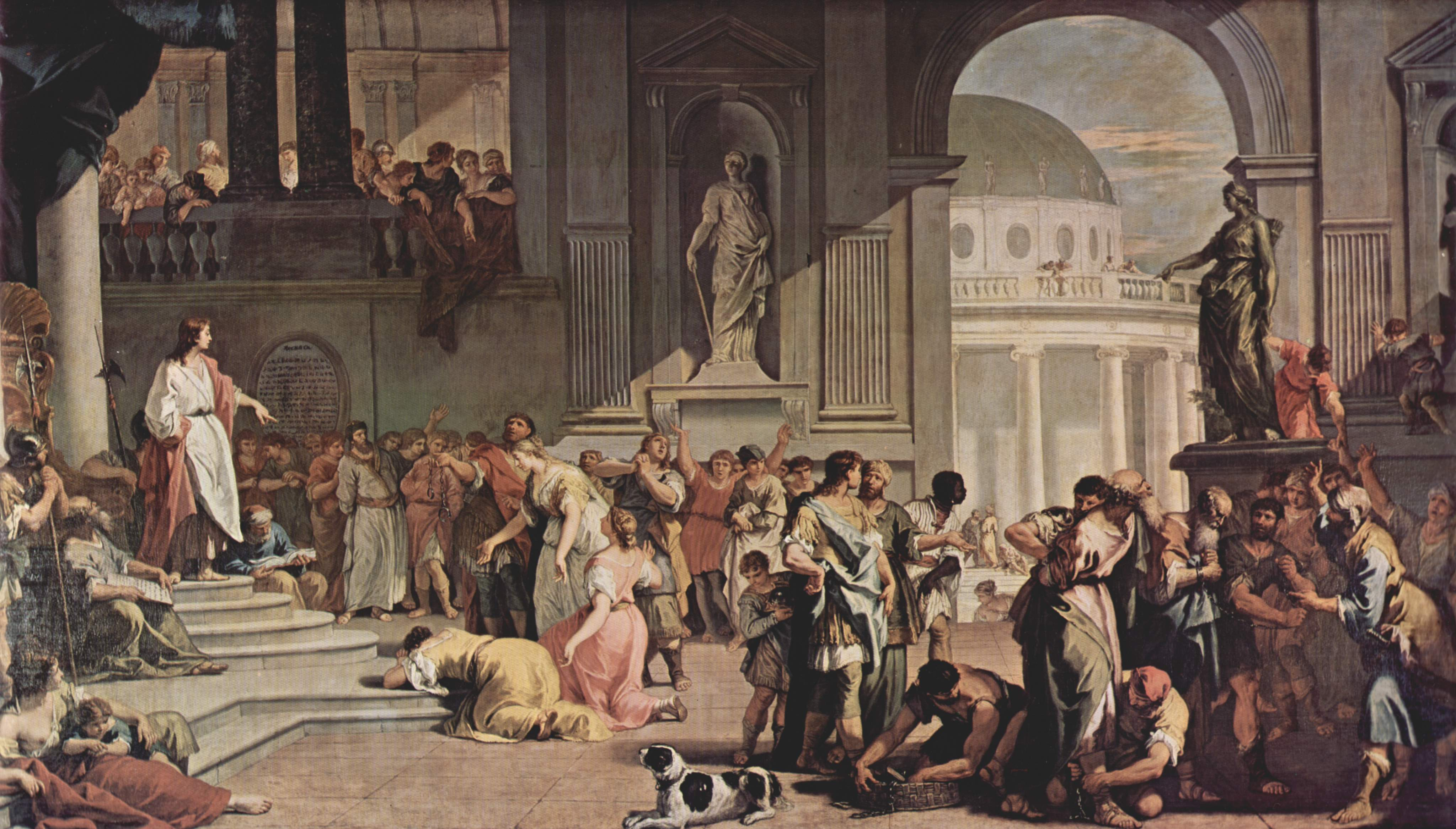
塞巴斯蒂亞諾·里奇（英语：Sebastiano Ricci）的《達尼埃萊面前的蘇珊娜》（Susanna davanti a Daniele），243 × 440cm，約繪於1724年，1724年始藏
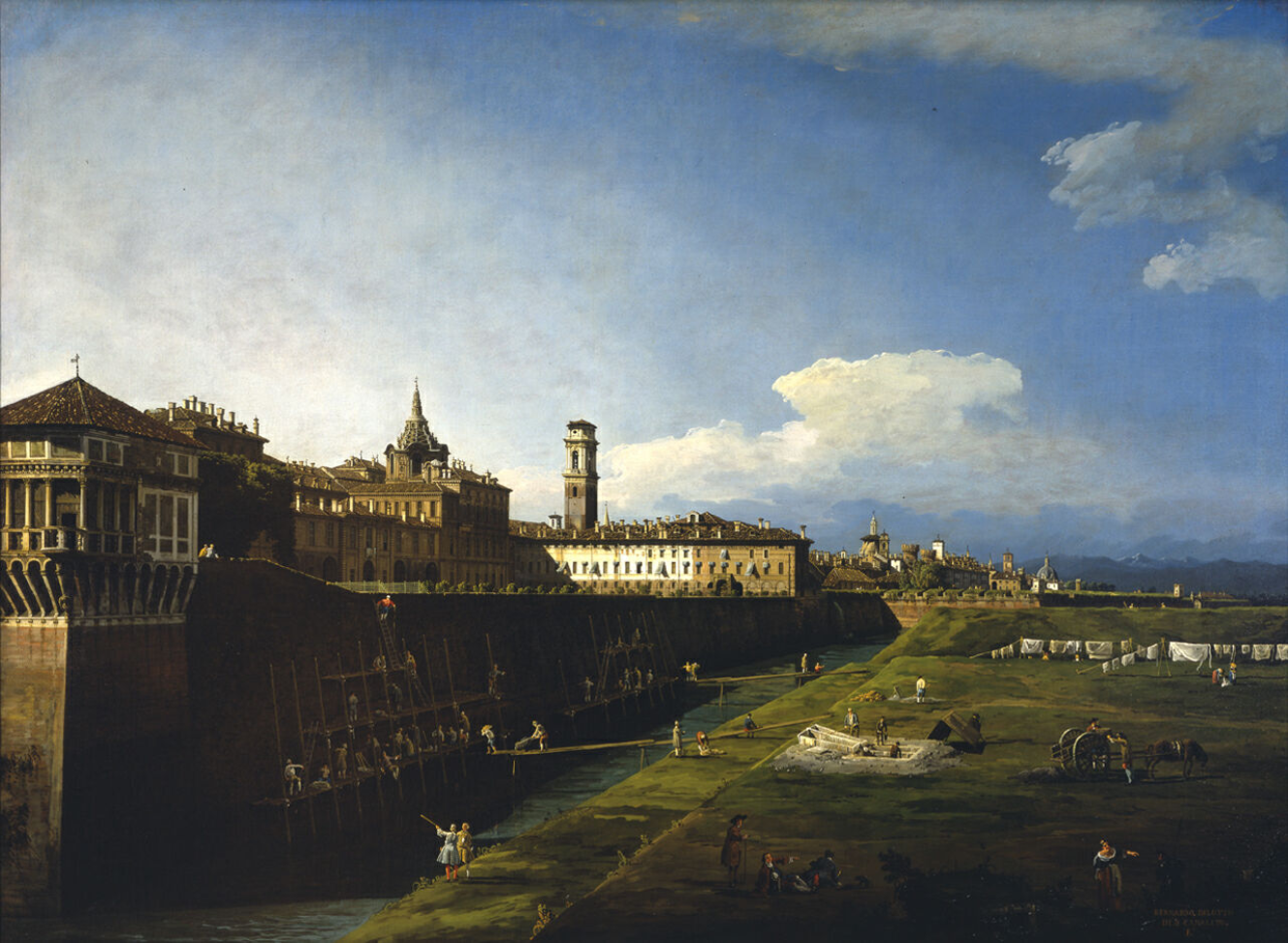
貝納多·貝洛托的《從皇家花園看杜林的景色》（Veduta di Torino dal lato del giardino reale），38 × 29cm，約繪於1745年，1745年始藏
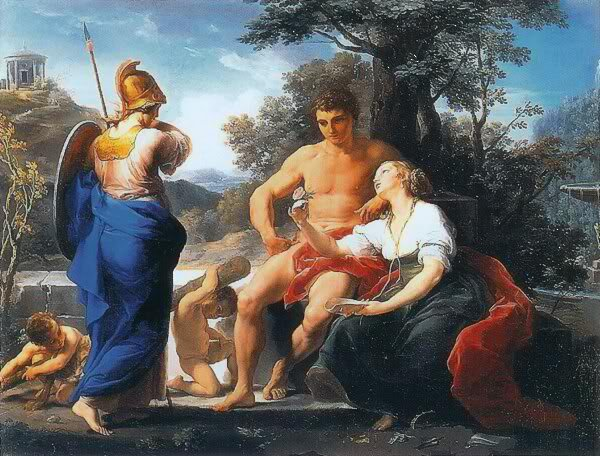
龐培歐·巴托尼的《海克利斯的選擇》（Hercules at the Crossroads），76 × 96cm，約繪於1750年，1773年始藏
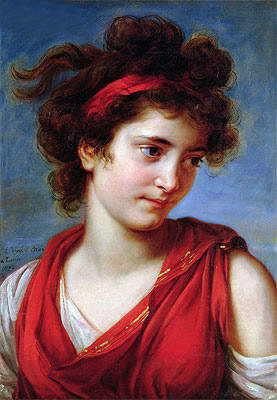
伊莉莎白·維傑·勒布倫的《瑪格麗塔·波波拉提肖像畫》（Portrait of Marguerite Porporati），48.9 × 35.3cm，約繪於1792年，1888年始藏

### 引用
1. ↑   (PDF).   [2019-07-27]. （原始内容存档 (PDF)于2019-06-09）.
2. ↑  Leoncini , p.294-295.
3. ↑  .   [2015-09-23]. （原始内容存档于2016-03-04）.
4. ↑   Salvadori, p.8-9,11-19.
5. ↑   Salvadori, p.23.
6. ↑   Salvadori, p.24.
7. ↑   Salvadori, p.27.
8. ↑   Salvadori, p.30-31.
9. ↑   Salvadori, p.36.
10. ↑   Salvadori, p.38.
11. ↑   Salvadori, p.42.
12. ↑   Salvadori, p.45.
13. ↑   Salvadori, p.50.
14. ↑   Salvadori, p.51.
15. ↑   Salvadori, p.58.
16. ↑   Salvadori, p.68.
17. ↑   Salvadori, p.76.
18. ↑   Salvadori, p.82.
19. ↑   Salvadori, p.88.
20. ↑   Salvadori, p.89.
21. ↑   Salvadori, p.96.
22. ↑   Salvadori, p.98.
23. ↑   Salvadori, p.102.
24. ↑   Salvadori, p.108.
25. ↑   Salvadori, p.109.
26. ↑   Salvadori, p.115.
27. ↑   Salvadori, p.116.
28. ↑   Salvadori, p.118.
29. ↑   Salvadori, p.122.
30. ↑   Salvadori, p.123.
31. ↑   Salvadori, p.124.
32. ↑   Salvadori, p.128.
33. ↑   Salvadori, p.131.
34. ↑   Salvadori, p.130.
35. ↑   Salvadori, p.138.
36. ↑   Salvadori, p.142.
37. ↑   Salvadori, p.147.
38. ↑   Salvadori, p.152.